# 總有一天 (生物股長單曲)
《總有一天》（日语：いつだって僕らは）是日本樂隊生物股長的第22張單曲，於2012年1月18日由Epic Records Japan Inc.發售。

## 概要
本作跟前作《向前走》相隔2個月發售，是生物股長在2012年發行的第1張單曲。單曲在初回期間附送「生物卡片027」一張。單曲封面有一個紅色的立方體，其中有「四角」和「資格」的音義雙關。另外，上一次單曲封面出現組合成員已是前5作《鄉愁》。

## 歌曲
單曲收錄了兩首歌曲，分別A面曲《總有一天》（いつだって僕らは）及B面曲《紅傘》（赤いかさ）。另外，除了《總有一天》的純音樂外，亦跟前作《向前走》一樣收錄了B面曲的純音樂版本。
A面曲《總有一天》是一首支持向着目標努力的人和挑戰些甚麼的人的加油歌。這首歌由以往只寫B面曲的山下穗尊作曲和填詞，是他首次負責製作A面曲。山下說雖然希望能在歌中表現「無論如何都帶着氣勢去挑戰」，但第二段副歌卻完全不浮現出來，最後第二段副歌是錄音途中才寫好的。另外，這首歌有不少押韻的部份，如B段的「try!」和「fly!!」、副歌的和等等。
另外，《總有一天》是U-CAN2012年度的廣告歌曲。其中生物股長的成員參與演出的「開學編」只於2012年1月1日至3日期間播映。組合上次參與廣告演出約為2年前江崎固力果百奇的廣告，廣告歌曲是《JOYFUL》。
B面曲《紅傘》原本收錄於生物股長獨立製作時期的第2張專輯，重新編曲後再收錄到這張單曲中，為首次有這張專輯的歌曲收錄到主流作品內。這首歌是生物股長高校時期的歌曲，是組合最舊的歌曲之一。另外，這是自《Happy Smile Again》以來第二次水野良樹寫的歌成為B面曲。

## 歌曲列表
| CD   | CD                      | CD       | CD                     | CD       | CD   |
| 曲序 | 曲目                    | 词曲     | 编曲                   | 弦編曲   | 时长 |
| ---- | ----------------------- | -------- | ---------------------- | -------- | ---- |
| 1.   | 總有一天                | 山下穗尊 | 田中ユウスケ、近藤隆史 | 岡村美央 | 4:26 |
| 2.   | 紅傘                    | 水野良樹 | 西川進                 | －       | 4:56 |
| 3.   | 總有一天 -instrumental- | －       | －                     | －       |      |
| 4.   | 紅傘 -instrumental-     | －       | －                     | －       |      |

## 註腳
1. ↑  歌詞翻譯：無論何時 我們都試過描繪最棒的情感／我們都試過這樣追尋純真的夢。句尾都是（Mita）。音樂樣本的第一句。
2. ↑  歌詞翻譯：在這廣闊無垠的天空下／我們發現了答案。句尾都是（Shita）。音樂樣本的第二句。

## 外部連結
- 生物股長官方網站（日語）
- Sony Music（日語）